# Mount Rivett
Mount Rivett är ett berg i Antarktis. Det ligger i Östantarktis. Australien gör anspråk på området. Toppen på Mount Rivett är 312 meter över havet.
Terrängen runt Mount Rivett är kuperad norrut, men söderut är den platt. Terrängen runt Mount Rivett sluttar norrut. Trakten är obefolkad. Det finns inga samhällen i närheten.